# Пушкино (Актюбинская область)
Пушкино (каз. Пушкино) — село в Мугалжарском районе Актюбинской области Казахстана. Входило в состав Ащисайского сельского округа. Ликвидировано в 1990-е годы.

## Население
В 1989 году население села составляло 124 человека. Национальный состав: казахи.